# Periconta
Periconta là một chi bướm đêm thuộc họ Noctuidae.